# Fu Xiancai
Fu Xiancai (chinesisch 付先财, Pinyin Fù Xiāncái) (* 1959) ist ein chinesischer Bauer und Bürgerrechtler.

## Biografie
Fu Xiancai wuchs am Jangtsekiang auf. Der Maisbauer begann sich 1994 politisch zu engagieren. Durch den Bau der Drei-Schluchten-Talsperre (Bauzeit 1995 bis 2012) mussten die Bewohner seines Dorfes umgesiedelt werden. Bereits 1997 wurde ihm im Dorf Yangguidian ein neues Wohnhaus zugeteilt, wo er heute mit seiner Familie lebt.
Seitdem machte er durch Petitionen für ausstehende Entschädigungszahlungen für sich selbst und seine Schicksalsgenossen von sich reden. Die Regierung hatte jedem Umgesiedelten eine gleichwertige Behausung und eine finanzielle Entschädigung von umgerechnet 3000 Euro zugesichert. Er war den Behörden bekannt und hatte durch sein Engagement eine gewisse Prominenz. Persönlich übergab er der Beschwerdebehörde in Peking 8000 Unterschriften von Bauern. Zwar wurde er nach seiner Rückkehr in der Kreisstadt Zigui (Provinz Hubei) fünf Tage lang inhaftiert, doch dann wurde dies als illegales Vorgehen zurückgenommen und an jeden der Bauern umgerechnet 200 Euro ausgezahlt. Mehrmals versuchte man ihn einzuschüchtern, unter anderem durch eingeworfene Fensterscheiben und (vermutlich) angeheuerte Schläger.
Am 19. Mai 2006 gab er der ARD ein kritisches Interview. Daraufhin wurde er am 8. Juni von der Polizei verhört. Auf dem Rückweg wurde er laut eigener Darstellung attackiert und fiel dabei einen Abhang hinab auf eine Betonplatte, wobei er sich schwere Verletzungen zuzog. Er ist seither vom Hals abwärts gelähmt. Medizinische Hilfe sei ihm nach der ersten Notfallversorgung verwehrt worden – auch nach Drängen der deutschen Bundesregierung – da er diese nicht bezahlen konnte. Die Deutsche Botschaft schickte daraufhin eine Vertreterin und den Botschaftsarzt aus Peking nach Yichang und übergab die benötigten 60.000 Yuan (etwa 5930 Euro). Am 18. Juni wurde eine zweistündige Operation vorgenommen, die erfolgreich verlief.
Am 22. September 2006 wurde Fu Xiancai in eine Rehabilitationsklinik nach Peking verlegt. Der medizinische Spezialtransport von Yichang in der Provinz Hubei (Zentralchina) dauerte 19 Stunden. Die Verlegung hat der Schwerverletzte den Umständen entsprechend überstanden. Die Rehabilitationszeit wird mit 3 Monaten angegeben. Der Aufenthalt und die Behandlung wird durch deutsche Spenden ermöglicht. Er kündigte unterdessen an, dass er sich auch in Zukunft für die Rechte der durch den Bau der Drei-Schluchten-Talsperre umgesiedelten Menschen engagieren werde. Wer die Täter waren, die ihn niedergeschlagen haben, ist nicht bekannt.